# 巴特艾尔森
巴特艾尔森是德国下萨克森州的一个市镇。总面积2.46平方公里，总人口2154人，其中男性948人，女性1206人（2011年12月31日），人口密度876人/平方公里。